# Mouvement africain pour le développement et le progrès
Le Mouvement africain pour le développement et le progrès (MADEP) est un parti politique béninois créé en 1997. Lors des élections législatives du 30 mars 2003, le parti fait partie de la mouvance présidentielle, sous le règne du président Mathieu Kérékou, élue lors de l'élection présidentielle de 2001 et remporté neuf sièges sur 83. Le Président du MADEP est Sefou Fagbohoun, un riche homme d'affaires.
Un membre dirigeant du parti, Antoine Kolawolé Idji, est élu président de l'Assemblée nationale en avril 2003. Lors de l'élection présidentielle du 5 mars 2006, le candidat du parti, Antoine Kolawolé Idji, est arrivé cinquième avec 3,25 % des suffrages.
Lors des élections législatives de mars 2007, le MADEP participe à l'Alliance pour une démocratie dynamique, qui remporte un total de 20 sièges.
Le parti utilisé le coq comme symbole dans sa documentation de campagne.